# Вальпургиева ночь
Вальпу́ргиева ночь (от нем. Walpurgisnacht), также Ве́дьмин костёр, Ночь ведьм и Ереме́й Запряга́льник — ночь с 30 апреля на 1 мая. Во многих странах Западной Европы в эту ночь отмечается праздник весны, восходящий к дохристианским традициям. В кельтских странах примерно в это же время отмечался Белтейн, а в некоторых германских землях, у англичан, чехов, словаков и литовцев на 1 мая принято водить хоровод вокруг Майского дерева. У лужичан с Вальпургиевой ночи до Вознесенья стояли майские деревья.
1 мая отмечается католиками как день канонизации Вальбурги (предположительно в 870 году папой римским Адрианом II) и с ним традиционно стала соседствовать Вальпургиева ночь, не имеющая к христианской святой никакого отношения.

## Исторические корни
Поверья о неистовом разгуле нечистой силы в ночь перед 1 мая были распространены только у германоязычных народов (немцы, австрийцы, народы Скандинавии). В горных районах Шотландии, у гэлов-хайлендеров 1 мая отмечался как древний кельтский скотоводческий праздник Бельтана, связанный с культом солнца. В наши дни отголоски древнекельтского культа сохраняются в разжигании огромных костров на вершинах холмов и молитвенном обращении к солнцу. В равнинной Шотландии праздник принял общеевропейские черты: «майское дерево», «майская зелень», выбор «майской королевы». В народном календаре 1 мая — большой народный праздник весны, который отмечался (и отмечается) очень ярко и весело во всех странах Европы. Первомайский праздник был так популярен, что церкви не удалось ввести его в рамки своего календаря, хотя попытки к этому и делались.
В деревнях в Вальпургиеву ночь проводилась магическая церемония изгнания ведьм: разжигались костры, на которых иногда сжигали соломенное чучело ведьмы, и совершали обход дома с факелами, звонили в церковные колокола и т. п. Считалось, что травы в эту ночь обретают чудесную силу (ср. Иван Купала).
Русскому поверью о полёте ведьм на лысую гору в конце апреля соответствует немецкое, согласно которому, в эту ночь бывают сборища ведьм, оборотней и душ усопших:

Каждая ведьма является на празднество вместе с своим любовником-чертом. Сам владыка демонских сил — Сатана, в образе козла с чёрным человеческим лицом, важно и торжественно восседает на высоком стуле или на большом каменном столе посредине собрания. Все присутствующие на сходке заявляют перед ним свою покорность коленопреклонением и целованием. Сатана с особенной благосклонностью обращается к одной ведьме, которая в кругу чародеек играет первенствующую роль и в которой нетрудно узнать их королеву (hexenkönigin). Слетаясь из разных стран и областей, нечистые духи и ведьмы докладывают, что сделали они злого, и сговариваются на новые козни; когда сатана недоволен чьими проделками, он наказывает виновных ударами. Затем, при свете факелов, зажжённых от пламени, которое горит между рогами большого козла, приступают к пиршеству: с жадностью пожирают лошадиное мясо и другие яства, без хлеба и соли, а приготовленные напитки пьют из коровьих копыт и лошадиных черепов. По окончании трапезы начинается бешеная пляска, под звуки необыкновенной музыки. Музыкант сидит на дереве; вместо волынки или скрипки он держит лошадиную голову, а дудкою или смычком ему служит то простая палка, то кошачий хвост. Ведьмы, схватываясь с бесами за руки, с диким весельем и бесстыдными жестами прыгают, вертятся и водят хороводы. На следующее утро на местах их плясок бывают видны на траве круги, как бы протоптанные коровьими и козьими ногами.
— Афанасьев А. Н. «Поэтические воззрения славян на природу»
Поверье это, отражённое также Гёте в трагедии «Фауст», сложилось около конца VIII века, вероятно, таким же образом, как возникла и распространилась вера в колдуний и ведьм вообще: так как 1 мая с особой торжественностью праздновалось язычниками, то старые женщины и вообще все те, кто не мог сразу отказаться от языческих обрядов в пользу христианства, несмотря на строгий запрет, продолжали собираться в недоступных местах, чтобы подобающим образом, то есть песнями и плясками, встретить 1 мая. Обстановка (костры, дикая местность), а может быть, и преднамеренно распускаемые этими тайными язычниками слухи (чтобы избавиться от лишних свидетелей), способствовали распространению в народе рассказов о ведьмах, собирающихся в эту ночь в различных недоступных местах. Джон Колер упоминает эти празднования в 1603 году, далее в том же XVII веке, но уже во второй половине, встречается упоминание у Иоганна Преториуса.
Согласно поверьям, такие же сборища ведьм бывают на Рождественские ночи, накануне великого поста (нем. fastnacht), на Светлой неделе, на вешний Юрьев день (у восточных славян), 1 мая (у немцев), и на Иванову ночь.

## Традиции у европейских народов

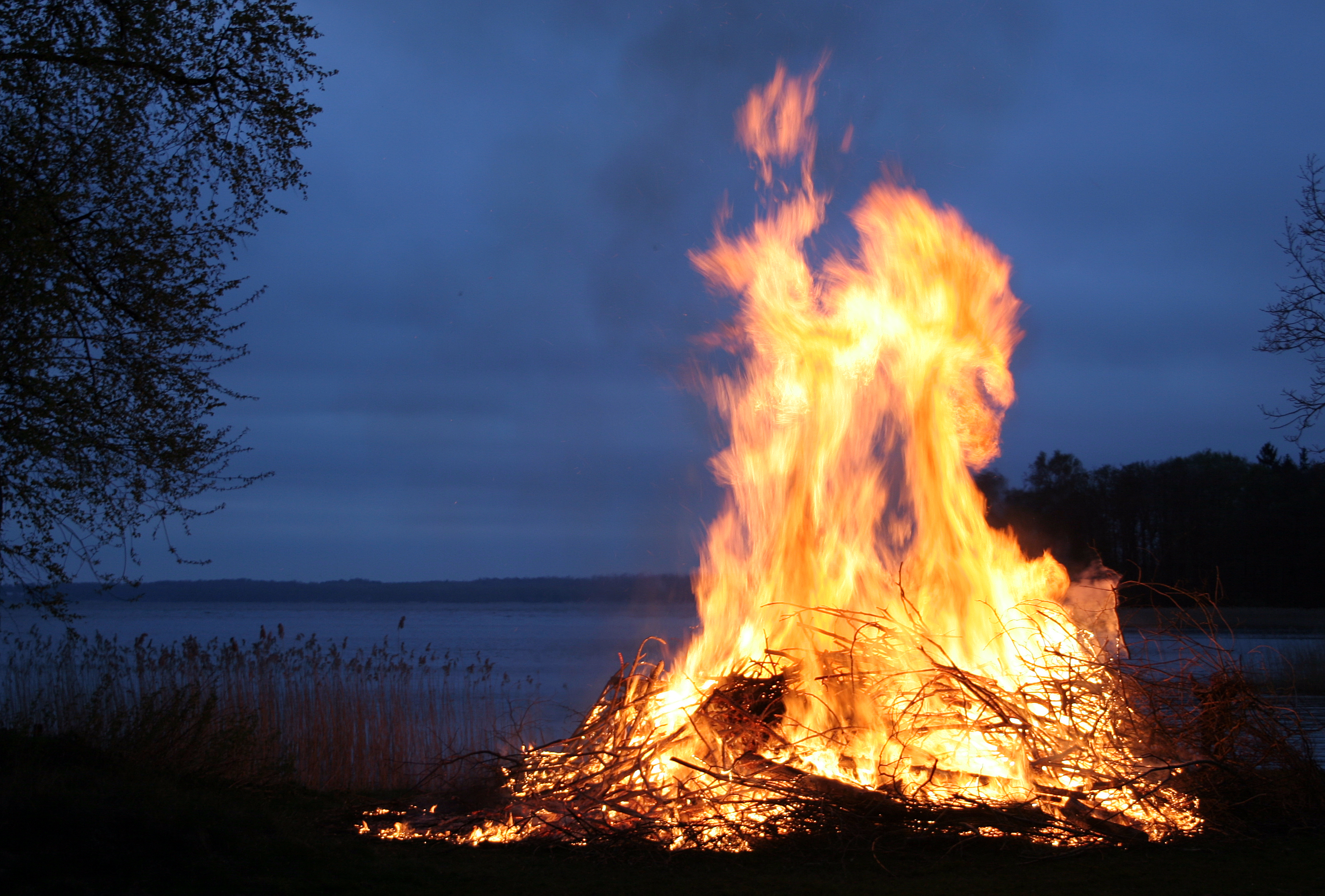
Вальпургиевый костёр на озере Рингсьён в Швеции (2008)

У итальянцев в последний вечер апреля или 1 мая компании деревенских юношей ходят от дома к дому. Они носят зелёную ветвь (итал. majo, maggio), украшенную цветными лентами и свежими цветами, поют песню, в которой возвещают о приходе весны, и просят подношений. Кое-где в один из майских вечеров юноши кладут зелёную ветвь у входа в дом своей возлюбленной. Это является формой предложения. Если девушка согласна выйти за него замуж, она берёт эту ветвь в дом. В противном случае она выбрасывает её на дорогу. На Сицилии все от мала до велика 1 мая идут на луга. Там они собирают цветы (жёлтые ромашки) и делают из них букеты, венки и гирлянды. Затем направляются к часовням, где высказывают свои заветные желания. Сицилийцы считают, что эти ромашки должны принести счастье и здоровье.
У словаков и чехов в ночь перед первым мая юноши ставят деревца — «май» (словац. maj). Это высокое хвойное дерево (пихта или ель), очищенное от коры, с оставленной наверху кроной. Верхушку дерева украшают разноцветными лентами, платками, калачиками. Ниже кроны подвешивают широкий венок из весенних цветов. В каждом селе ставится несколько таких деревцев, самое высокое из них — на главной деревенской площади. Кроме того, каждый юноша ставит деревце (обычно берёзку) перед домом своей девушки. Под маем на главной площади устраивалась первая молодёжная «музы́ка» на открытом воздухе. Парни с небольшим деревцем ходили по домам с колядками и приглашали девушек на танцы. За это приглашение девушки должны были одаривать юношей.

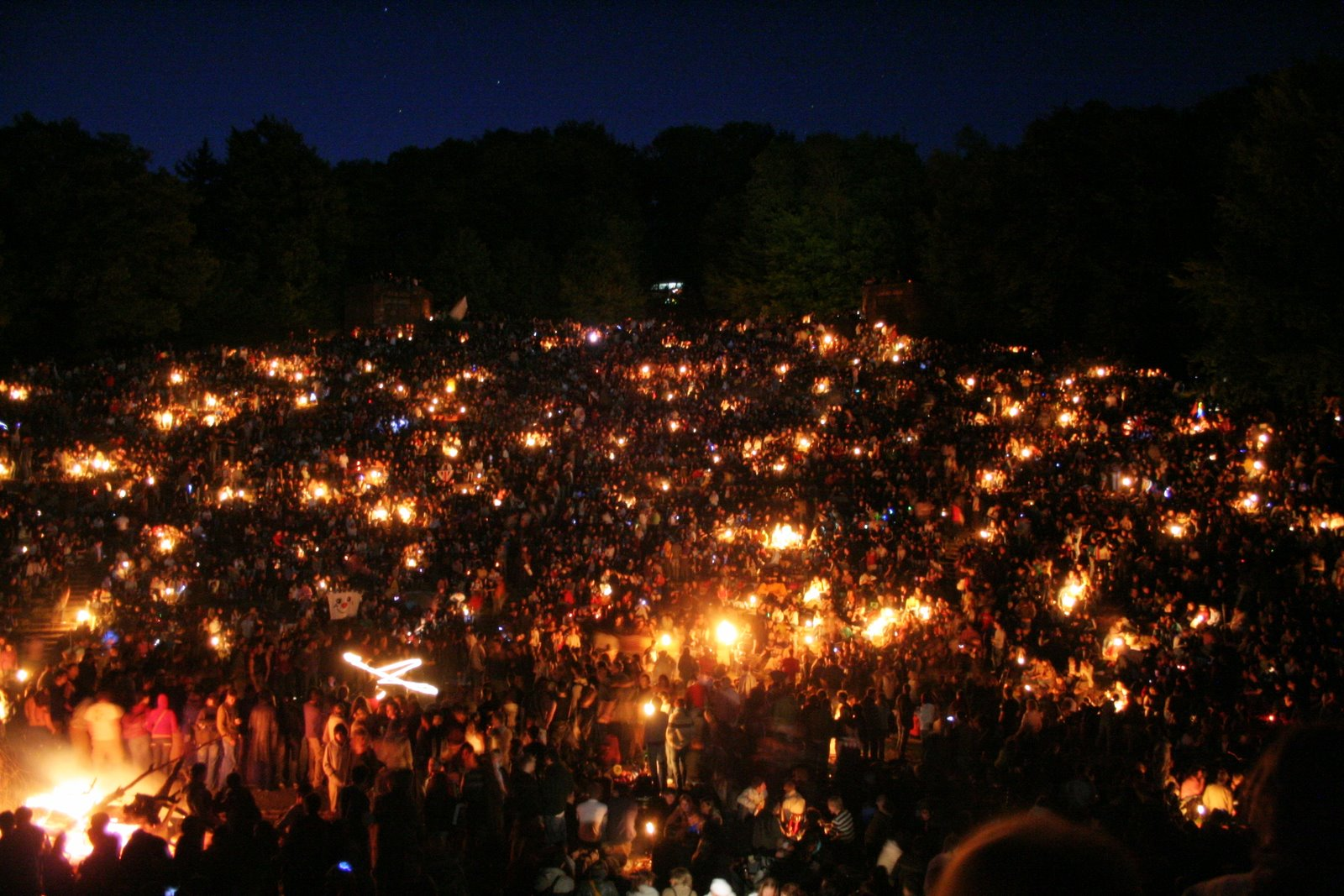
Вальпургиева ночь на Святой Горе в Гейдельберге, 2007 год

У лужичан к первому мая приурочен обычай установления майского деревом и поверья, связанные с верой в ведьм. Накануне 1 мая юноши рубили в лесу высокую сосну или ель, приносили ночью в село, очищали ствол, оставляя зелёной верхушку, и затем украшали венком, цветными лентами, деревянным крестом и до восхода водружали на центральной площади. Утром под этим деревом устраивался праздник с танцами. Лужичане верили, что под 1 мая ведьмы слетаются на свой шабаш и в это время они особенно опасны. Для защиты применялись разные меры: рисовали кресты на дверях, клали метлу на пороге, вешали зелёные ветки, били камнями по металлу, окуривали хлев; старались не оставлять вне дома молоко и домашнюю утварь. Был обычай «жечь ведьм» (khodojty palić): юноши с горящими мётлами в руках бежали в поле, бросали мётлы в воздух.
У хорватов и словенцев в некоторых местностях накануне 1 мая устраивались ритуальные шествия детей и молодёжи. Празднично одетые группы детей и девушек обходили дома с добрыми пожеланиями и получали за это подарки.
В Скандинавии жгут костры, чтобы призвать весну, отпугнуть духов и избавиться от мусора, накопившегося за зиму, а также едят граавилохи — свежего лосося, маринованного в соли, сахаре и укропе.

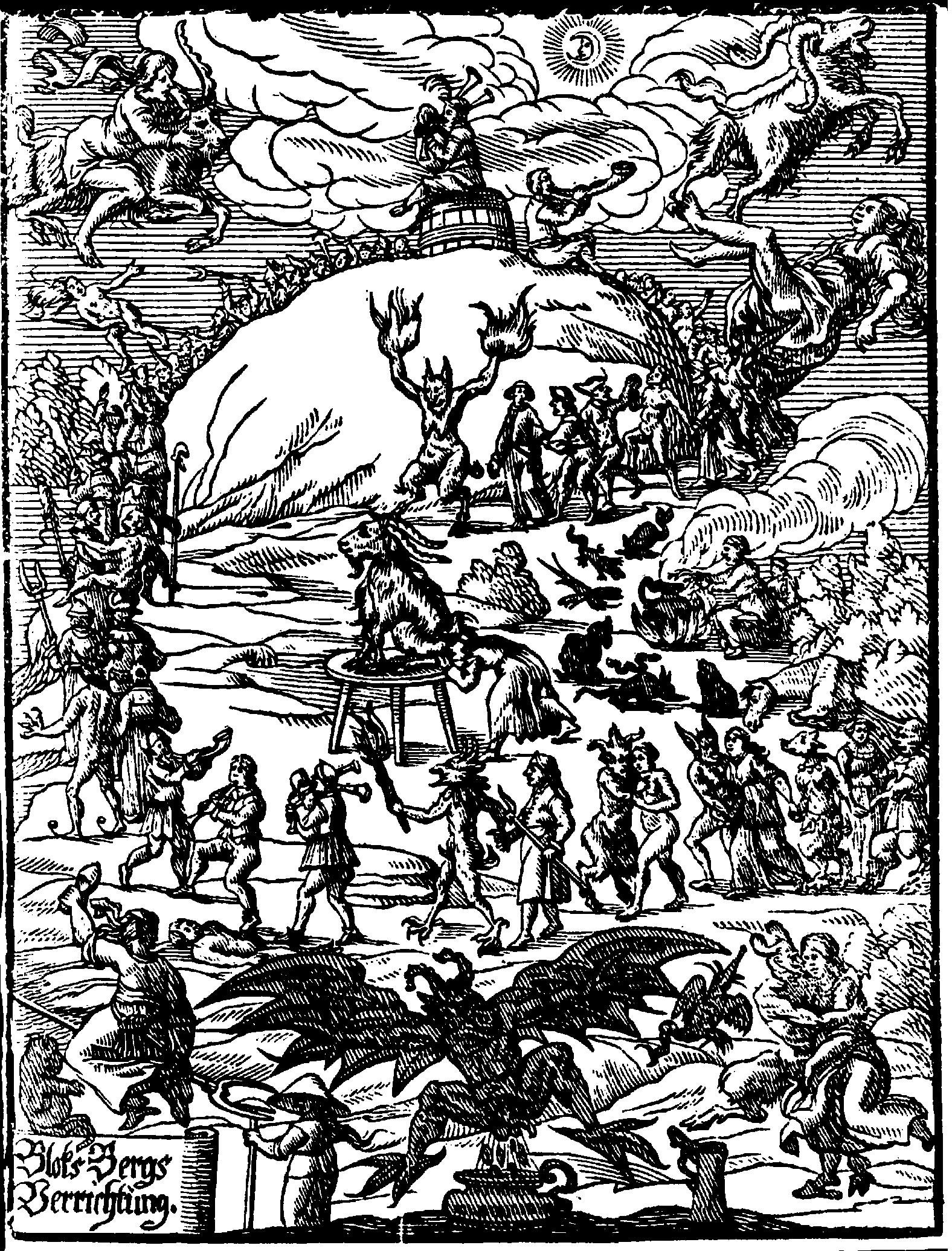
Иоганн Преториус, «Шабаш на ведьминой горе», 1668 год

## Изображения в культуре
Сцены Вальпургиевой ночи часто представлены в литературе, особенно в мистической, например «Фауст» В. Гёте, «Мастер и Маргарита» М. Булгакова, «Вальпургиева ночь» Густава Майринка, «Волшебная гора» Т. Манна. Вальпургиева ночь играет роль в сюжетах книг «Сны в ведьмином доме» Говарда Лавкрафта, «Хроники Амбера» Роджера Желязны, «Маленькая Баба-Яга» Отфрида Пройслера. К ней отсылает пьеса «Вальпургиева ночь, или Шаги Командора» Венедикта Ерофеева.
В классической музыке к теме Вальпургиевой ночи обращались Гектор Берлиоз (5-я часть Фантастической симфонии под названием «Сон в ночь шабаша»), Шарль Гуно (балет «Вальпургиева ночь» в опере «Фауст»), Антонин Дворжак (фортепианная пьеса «Вальпургиева ночь» из сюиты «Из Шумавы»), Феликс Мендельсон (Кантата «Вальпургиева ночь»), Петр Эбен («Вальпургиева ночь» из органного цикла «Фауст»). В популярной музыке песни на тему Вальпургиевой ночи сочиняли многие группы, особенно исполнители фолк-рока, металла и панка: Faun GFriend, Ghost, Integrity, Procol Harum, Running Wild, Schandmaul, «Сектор Газа».